# Episodi di Baywatch (quinta stagione)
| nº | Titolo originale                          | Titolo italiano                        | Prima TV USA     | Prima TV Italia | Anno produzione |
| -- | ----------------------------------------- | -------------------------------------- | ---------------- | --------------- | --------------- |
| 1  | Living on the Fault Line: I e II Part     | La faglia di Malibù: I e II parte      | 1º ottobre 1994  |                 | 1994            |
| 2  | Living on the Fault Line: I e II Part     | La faglia di Malibù: I e II parte      | 8 ottobre 1994   |                 | 1994            |
| 3  | Aftershock                                | Troppo bello per essere vero           | 15 ottobre 1994  |                 | 1994            |
| 4  | Baja Run                                  | Il rally di Baja                       | 22 ottobre 1994  |                 | 1994            |
| 5  | Air Buchannon                             | Icaro da spiaggia                      | 29 ottobre 1994  |                 | 1994            |
| 6  | Short-Sighted                             | Un padre speciale                      | 5 novembre 1994  |                 | 1994            |
| 7  | Someone to Baywatch Over You              | Qualcuno da sorvegliare                | 12 novembre 1994 |                 | 1994            |
| 8  | KGAS, The Groove-Yard of Solid Gold       | Il doblone conteso                     | 19 novembre 1994 |                 | 1994            |
| 9  | Red Wind                                  | Vento caldo                            | 26 novembre 1994 |                 | 1994            |
| 10 | I Spike                                   | Momenti di crisi                       | 3 dicembre 1994  |                 | 1994            |
| 11 | Silent Night, Baywatch Night: I e II Part | Gli elfi di Babbo Natale: I e II parte | 10 dicembre 1994 |                 | 1994            |
| 12 | Silent Night, Baywatch Night: I e II Part | Gli elfi di Babbo Natale: I e II parte | 17 dicembre 1994 |                 | 1994            |
| 13 | Rubber Ducky                              | Un matrimonio di comodo                | 4 febbraio 1995  |                 | 1994            |
| 14 | Homecoming                                | Ritorno a casa                         | 11 febbraio 1995 |                 | 1994            |
| 15 | Seize the Day                             | Se il tempo si fermasse                | 18 febbraio 1995 |                 | 1994            |
| 16 | A Little Help                             | L'affetto degli amici                  | 25 febbraio 1995 |                 | 1994            |
| 17 | Father's Day                              | La festa del papà                      | 4 marzo 1995     |                 | 1994            |
| 18 | Fire with Fire                            | Occhio per occhio                      | 29 aprile 1995   |                 | 1994            |
| 19 | Deep Trouble                              | Grossi guai                            | 6 maggio 1995    |                 | 1994            |
| 20 | Promised Land                             | La terra promessa                      | 13 maggio 1995   |                 | 1994            |
| 21 | The Runaways                              | I fuggiaschi                           | 20 maggio 1995   |                 | 1994            |
| 22 | Wet and Wild                              | Gioventù bagnata                       | 27 maggio 1995   |                 | 1994            |

## La faglia di Malibù: I parte
- Titolo originale: Livin' on the Fault Line: Part 1
- Diretto da: Gregory Bonann
- Scritto da: Michael Berk
- Interpreti: David Hasselhoff (Mitch Buchannon), Jeremy Jackson (Hobie Buchannon), Yasmine Bleeth (Caroline Holden), David Charvet (Matt Brody), Pamela Anderson (Casey Joan "CJ" Parker), Gregory Alan Williams (Garner Ellerbee), Alexandra Paul (Stephanie Holden), Jaason Simmons (Logan Fowler), Susan Anton (Jackie Quinn), Blake Gibbons (Riley Ferguson), Gordon Jump (Max Edelman), Patrick Thomas O'Brien (Tom), R. David Smith (Garrick), Gregory Barnett (Jim Barnett), Michael Newman (Michael Newman), Corey Schwartz (Connor), Joshua Berk (JB), Mitra Wilson (Samantha), Jon Valenti (John), Kelly Vaughn (guardaspiaggia Kelly)

### Trama
Logan Fowler, un nuovo guardaspiaggia australiano, arriva a Baywatch grazie a un programma di scambio. Per la sua spavalderia, Logan risulta antipatico a Matt. Stephanie ora è attratta da Riley Ferguson, un sismologo che sta studiando la faglia di Sant'Andrea. Caroline Holden si presenta all'appartamento di CJ e Stephanie chiedendo ospitalità alla sorella dopo che si è divorziata dal marito Frank. Jackie Quinn sta per vendere il suo chiosco e tornare con la sua roulotte a Pittsburgh. Summer, dopo essersi lasciata con Matt, è partita in aereo e sta per immatricolarsi all'Università della Pennsylvania. Mitch ha una discussione con Hobie perché il ragazzo, ormai diventato adolescente, vuole intraprendere la carriera di musicista insieme a JB e Connor, i suoi più cari amici. Mentre accadono queste vicende, in California si muove la terra.

## La faglia di Malibù: II parte
- Titolo originale: Livin' on the Fault Line: Part 2
- Diretto da: Gregory Bonann
- Scritto da: Michael Berk
- Interpreti: David Hasselhoff (Mitch Buchannon), Jeremy Jackson (Hobie Buchannon), Yasmine Bleeth (Caroline Holden), David Charvet (Matt Brody), Pamela Anderson (Casey Joan "CJ" Parker), Gregory Alan Williams (Garner Ellerbee), Alexandra Paul (Stephanie Holden), Jaason Simmons (Logan Fowler), Susan Anton (Jackie Quinn), Blake Gibbons (Riley Ferguson), Gordon Jump (Max Edelman), Patrick Thomas O'Brien (Tom), R. David Smith (Garrick), Gregory Barnett (Jim Barnett), Michael Newman (Michael Newman), Debra Snell (giornalista), Jon Valenti (John), Luanne Crawford (una madre), Chris Fiore (Brad), Ledge Musselman (Ledge)

### Trama
Una scossa di terremoto di 7.2 gradi, ha letteralmente devastato la California. Mitch riesce a salvare appena in tempo Hobie. Dopodiché, assieme a Matt, tenta di recuperare Jackie Quinn che, all'interno della sua roulotte, è in bilico su una collina che si affaccia sull'oceano e sta per schiantarsi sugli scogli. Stephanie, insieme a Barnett e Newman, cerca di salvare Riley, intrappolato sott'acqua. Dopo questi miracolosi salvataggi, Matt e Logan iniziano a contendersi il cuore di Caroline. Hobie, scioccato dall'evento, dice a Mitch di voler raggiungere la madre in Ohio.

## Troppo bello per essere vero
- Titolo originale: Aftershock
- Diretto da: Gus Trikonis
- Scritto da: David Braff
- Interpreti: David Hasselhoff (Mitch Buchannon), Jeremy Jackson (Hobie Buchannon), Yasmine Bleeth (Caroline Holden), David Charvet (Matt Brody), Pamela Anderson (Casey Joan "CJ" Parker), Gregory Alan Williams (Garner Ellerbee), Alexandra Paul (Stephanie Holden), Jaason Simmons (Logan Fowler), Wendie Malick (Gayle Buchannon), Katherine Olsen (donna con il bambino), Thomas Bellin (sacerdote), Mila Kunis (Annie), Gregory Barnett (Jim Barnett), Michael Newman (Michael Newman), Chris Fiore (Brad), Ledge Musselman (Ledge), Jon Valenti (John)

### Trama
Logan e Matt si picchiano in pubblico per motivi personali, così Mitch e Stephanie decidono di mandarli in punizione. Dopo tre mesi dal terremoto che ha devastato la California, Hobie si presenta al quartier generale di Baywatch insieme alla madre Gayle. La donna, dopo aver divorziato da Frank, confessa a Mitch di essere ancora innamorata di lui. I due decidono di sposarsi una seconda volta. Il matrimonio avviene sulla spiaggia con cerimonia di rito cattolico, ma al momento del si davanti al prete, Mitch, insieme alla squadra di guardaspiaggia, viene richiamato in servizio perché un peschereccio al largo sta affondando. Alla fine Gayle decide di non risposarsi e di dare l'addio a Mitch.

## Il rally di Baja
- Titolo originale: Baja Run
- Diretto da: Douglas Schwartz
- Scritto da: Deborah Bonann Schwartz
- Interpreti: David Hasselhoff (Mitch Buchannon), Jeremy Jackson (Hobie Buchannon), Yasmine Bleeth (Caroline Holden), David Charvet (Matt Brody), Pamela Anderson (Casey Joan "CJ" Parker), Gregory Alan Williams (Garner Ellerbee), Alexandra Paul (Stephanie Holden), Jaason Simmons (Logan Fowler), Jon Allen Nelson (John D. Cort), Gary Kasper (Jake), Annette McCarthy (Kathleen Huntington), Daria Haun (cameriera del Malibù Club), José Rey (uomo di pattuglia), Antonio Farré (ufficiale federale), Alicia Arden (Lucy), Danny Camden (Al), Chris Fiore (Brad), Jon Valenti (John)

### Trama
John D. Cort, ormai diventato quasi cieco, ritorna a Baywatch e chiede a Mitch di gareggiare insieme al Rally di Baja. Cort si giustifica con Mitch di voler vincere il premio perché è al verde, però nasconde le sue vere intenzioni. Nel frattempo Caroline confida a Stephanie di preferire Logan a Matt. Nel frattempo, Logan prova a sedurre una ricca donna di nome Kathleen Huntington ma viene visto da Caroline. Tra CJ e Matt scoppia l'amore.

## Icaro da spiaggia
- Titolo originale: Air Buchannon
- Diretto da: Roy Campanella
- Scritto da: David Braff
- Interpreti: David Hasselhoff (Mitch Buchannon), Jeremy Jackson (Hobie Buchannon), Yasmine Bleeth (Carline Holden), David Charvet (Matt Brody), Pamela Anderson (Casey Joan "CJ" Parker), Gregory Alan Williams (Garner Ellerbee), Alexandra Paul (Stephanie Holden), Jaason Simmons (Logan Fowler), Bobby Jacoby (Reese), Charisma Carpenter (Wendie Sanders), Andew Keegan (Kenny), Edith Fields (Signora Nickman), Conrad Bachmann (Myron Nickman), Heather Nguyen (Sally), James Allan Gillam (Justin), Michael Newman (Michael Newman), Jon Valenti (John), Joshua Berk (JB), Corey Schwartz (Connor), Chris Fiore (Brad), Ron Sterk (Ron)

### Trama
Mitch e Stephanie sono impegnati in un massacrante turno di ventiquattro ore nel quale succedono un paio di incidenti gravi, davanti alla torretta 17, quella del guardaspiaggia John, Myron Nickman, un uomo anziano ha un infarto, e sulla pista ciclabile, che passa dietro la torretta di CJ, un grave incidente coinvolge diverse persone con i pattini. Ancora amareggiato per l'addio di Gayle, Mitch ripensa alla breve storia d'amore avuta con Stephanie alcuni anni prima. Nel frattempo Hobie vuole farsi notare da una bella ragazza, Wendie Sanders, di un anno più grande di lui, tuttavia trasgredisce gli ordini del padre e organizza una festa in casa. Si presentano un paio di decine di ragazzi, molti dei quali Hobie non li conosce. Due ragazzi rubano il deltaplano di Mitch.

## Un padre speciale
- Titolo originale: Short-Sighted
- Diretto da: Douglas Schwartz
- Scritto da: Deborah Schwartz
- Interpreti: David Hasselhoff (Mitch Buchannon), Jeremy Jackson (Hobie Buchannon), Yasmine Bleeth (Caroline Holden), David Charvet (Matt Brody), Pamela Anderson (Casey Joan "CJ" Parker), Gregory Alan Williams (Garner Ellerbee), Alexandra Paul (Stephanie Holden), Jaason Simmons (Logan Fowler), Ed Gale (Simon McKay), Nicholas Banko (Carter McKay), Carrie Vanston (madre della bambina), David Cohen (Sam), Melody Clarke (Ashley), Corey Schawrtz (Connor), Joshua Berk (JB), Keri-Anne Bilotta (ragazza sulla spiaggia), Chris Fiore (Brad), Anette McCarthy (Kathleen Huntington), Ledge Musselman (Ledge), Deborah Schawrtz (donna sulla spiaggia), Douglas Schawrtz (padre di Connor)

### Trama
Caroline e Logan vincono le selezioni per ottenere il brevetto di guardaspiaggia. Tra le opzioni, Logan sceglie di lavorare a Baywatch. Caroline si trova a disagio e chiede alla sorella Stephanie di riassegnare Logan in un altro posto. Nel frattempo si svolge la competizione "Padri e figli" riservata ai ragazzi. Un nuovo amico di Hobie, Carter McKay, si vergogna del padre Simon perché questi è un nano. Nonostante ciò Simon è una persona dal cuore nobile.

## Qualcuno da sorvegliare
- Titolo originale: Someone to Baywatch Over You
- Diretto da: Reza Baiyi
- Scritto da: Kimmer Ringwald
- Interpreti: David Hasselhoff (Mitch Buchannon), Jeremy Jackson (Hobie Buchannon), Yasmine Bleeth (Caroline Holden), David Charvet (Matt Brody), Pamela Anderson (Casey Joan "CJ" Parker), Gregory Alan Williams (Garner Ellerbee), Alexandra Paul (Stephanie Holden), Jaason Simmons (Logan Fowler), Kathleen Kinmont (Morgan Cristopher), Blake Gibbons (Riley Ferguson), Angela Visser (Greta), Crystal Owens (Tanya Harpster), Michael Newman (Michael Newman), Helle Michaelsen (amica di Greta), Christine Claravall (ragazza sulla spiaggia), Chris Fiore (Brad), Jon Valenti (John)

### Trama
Morgan Cristopher, un'altezzosa agente dell'FBI, arriva a Baywatch per mimetizzarsi come guardaspiaggia. Ha il compito di sorvegliare Tanya Harpster, fidanzata di un criminale. Tanya vive in una villetta proprio dietro la torretta di Mitch, i cui strani comportamenti sulla spiaggia sono stati notati dallo stesso guardaspiaggia. Ora Mitch deve collaborare con l'agente Cristopher, ma tra i due iniziano da subito le frizioni. Nel frattempo Matt riesce a portare in salvo Greta, una bella turista olandese. Il paese da dove proviene Greta c'è un'usanza atavica con la quale chi è stato salvato dve essere per sempre devoto al salvatore. Dopo un po' Matt trova fastidioso la devozione di Greta e fa di tutto per liberarsene. Stephanie decide di partire in barca con Riley.

## Il doblone conteso
- Titolo originale: KGAS, The Groove-Yard of Solid Gold
- Diretto da: Charles Winkler
- Scritto da: Reuben Leder
- Interpreti: David Hasselhoff (Mitch Buchannon), Jeremy Jackson (Hobie Buchannon), Yasmine Bleeth (Caroline Holden), David Charvet (Matt Brody), Pamela Anderson (Casey Joan "CJ" Parker), Gregory Alan Williams (Garner Ellerbee), Alexandra Paul (Stephanie Holden), Jaason Simmons (Logan Fowler), Pamela Bach (Kaye Morgan), Jeff Garlin (Larry Extra-Large), Alan Altshuld (Basel Frankakos), Marco Giuliano (Pete), Joni Avery (Louise), Lisa McCollough (Thelma), Chris Fiore (Brad), Syrus Yarbrough (spettatore)

### Trama
L'ex giornalista Kaye Morgan ha racimolato un po' di soldi e ha rilevato il chiosco di Jackie Quinn. Ora il locale si chiama "Sandy Cay Café". L'inaugurazione viene fatta in grande stile ed è presenziata da Larry Extralarge, un Dj di una radio locale. Larry da inizio alla caccia al tesoro e chi vincerà avrà in premio un doblone dal valore di centomila dollari. Mitch è preoccupato perché l'evento ha attirato migliaia di curiosi e può mettere in difficoltà il lavoro dei guardaspiaggia, così decide di contattare gli uffici comunali per chiedere se l'evento è in regola con i permessi. 

## Vento caldo
- Titolo originale: Red Wind
- Diretto da: Gregory Bonann
- Scritto da: Eric Blakeney
- Interpreti: David Hasselhoff (Mitch Buchannon), Jeremy Jackson (Hobie Buchannon), Yasmine Bleeth (Caroline Holden), David Charvet (Matt Brody), Pamela Anderson (Casey Joan "CJ" Parker), Gregory Alan Williams (Garner Ellerbee), Alexandra Paul (Stephanie Holden), Jaason Simmons (Logan Fowler), Bobbie Phillips (Kim), Lisa Stahl (Destiny Desimone), John O'Hurley (Bill Cooper), Marc Riffon (Ed), DeeDee Michaels (Blanche), Jay Cohen (Dude), Craig Hauer (un ragazzo), Michael Newman (Michael Newman), Chris Fiore (Brad), Ledge Musselman (Ledge), Julie Strain (surfista)

### Trama
L'improvvisa ondata di calore proveniente dal Deserto di Santa Ana coincide con una giornata di passione a Baywatch. La sensitiva Destiny Desimone si raduna con i suoi adepti sulla spiaggia per leggere i tarocchi e a portare la pace nel mondo. Matt si trova impegnato a calmare i bagnanti. Caroline tenta di recuperare una ragazzina, Amy, di dodici anni, che, a detta del padre, è scomparsa in mezzo alle onde. Mitch si trova davanti a una situazione imbarazzante, perché Kim, una giovane donna che aveva salvato undici anni prima in Texas, vuole sposarlo.

## Momenti di crisi
- Titolo originale: I Spike
- Diretto da: Gregory Bonann
- Scritto da: Michael Berk
- Interpreti: David Hasselhoff (Mitch Buchannon), Jeremy Jackson (Hobie Buchannon), Yasmine Bleeth (Caroline Holden), David Charvet (Matt Brody), Pamela Anderson (Casey Joan "CJ" Parker), Gregory Alan Williams (Garner Ellerbee), Alexandra Paul (Stephanie Holden), Jaason Simmons (Logan Fowler), Rebecca Carlton (Tracy Dodsworth), Jim Hendren (Lavoratore della trivella), John Sanderford (Capitano Russell), Karch Kiraly (Kurt Stevenson), Kent Steffes (Alex Broyles), Tim Hovland (Tim Sinclair), Michael Newman (Michael Newman), Kevin Matthews (surfista), Patrick O'Bell (lavoratore sul campo da beach volley), Chris Fiore (Brad)

### Trama
Mentre Stephanie è ancora in viaggio con Riley, a Baywatch arriva l'ex guardaspiaggia australiana Tracy Dodsworth. Tracy vuole dimostrare l'utilità dell'hovercraft Scat a salvare le vite in mare. Dopo una competizione con Tracy sotto gli occhi del capitano Russell, Mitch si trova attratto dalla donna. Matt si trova a competere in un torneo di beach volley assieme a Kurt Stevenson, un pallavolista professionista. CJ inizia a promuove la campagna contro le trivellazioni in alto mare. Garner ha una crisi di mezza età e vuole mettersi in gioco come cantante di blues.

## Gli elfi di Babbo Natale: I parte
- Titolo originale: Silent Night, Baywatch Night: Part 1
- Diretto da: Douglas Schwartz
- Scritto da: Deborah Bonann Schwartz
- Interpreti: David Hasselhoff (Mitch Buchannon), Jeremy Jackson (Hobie Buchannon), Yasmine Bleeth (Caroline Holden), David Charvet (Matt Brody), Pamela Anderson (Casey Joan "CJ" Parker), Gregory Alan Williams (Garner Ellerbee), Alexandra Paul (Stephanie Holden), Jaason Simmons (Logan Fowler), Rebecca Carlton (Tracy Dodsworth), Paula Trickey (Kyla Jennings), Ashley Gorrell (Joey Jennings), Julian Stone (Padre Sam Ryan), Danny Woodburn (Benny), Cliff Emmich (Sid), Debbie Lee Carringston] (Debbie), Rhino Michaels (Tony), Corey Schwartz (Connor), Ron Sterk (Ron), Melissa Park (venditrice di hot dog), Kimberly Cockrell (venditrice di bigiotteria), Chris Fiore (Brad), Jon Valenti (John)

### Trama
A Baywatch è la settimana di Natale, tuttavia è ancora caldo estivo. Matt è malinconico perché non ha mai festeggiato un vero Natale con la famiglia, tuttavia presso la sua torretta arriva una comitiva di persone affette da nanismo che gli danno un po' di gioia. CJ aiuta Padre Sam Ryan ad organizzare una festa per bambini orfani sulla spiaggia. Hobie fa amicizia con un ragazzino vagabondo di nome Joey, dopo averlo salvato dalle persecuzioni di un criminale. Joey racconta che la madre è bloccata in un pullman e chiede ospitalità alla famiglia Buchannon. In realtà Joey è una ragazzina travestita da maschietto e la madre è una ladra e una truffatrice che attualmente si trova in prigione.

## Gli elfi di Babbo Natale: II parte
- Titolo originale: Silent Night, Baywatch Night: Part 2
- Diretto da: Douglas Schwartz
- Scritto da: Deborah Bonann Schwartz
- Interpreti: David Hasselhoff (Mitch Buchannon), Jeremy Jackson (Hobie Buchannon), Yasmine Bleeth (Caroline Holden), David Charvet (Matt Brody), Pamela Anderson (Casey Joan "CJ" Parker), Gregory Alan Williams (Garner Ellerbee), Alexandra Paul (Stephanie Holden), Jaason Simmons (Logan Fowler), Rebecca Carlton (Tracy Dodsworth), Paula Trickey (Kyla Jennings), Ashley Gorrell (Joey Jennings), Julian Stone (Padre Sam Ryan), Danny Woodburn (Benny), Debbie Lee Carringston] (Debbie), Rhino Michaels (Tony), Corey Schwartz (Connor), Cheryl Bartel (una ragazza), Chris Fiore (Brad), Jon Valenti (John)

### Trama
Joey, dopo essere caduta dal pontile, viene tratta in salvo da Mitch, Hobie e Tracy. Quindi rivela che la madre Kyla è in prigione perché ha truffato una venditrice ambulante e sta raccattando i soldi per pagare la cauzione. Mitch paga la cauzione per liberare Kyla e invita le due a passare il natale con i guardaspiaggia. Nel frattempo Padre Ryan inizia a dubitare della sua vera vocazione.

## Un matrimonio di comodo
- Titolo originale: Rubber Ducky
- Diretto da: Gregory Bonann
- Scritto da: David Braff
- Interpreti: David Hasselhoff (Mitch Buchannon), Jeremy Jackson (Hobie Buchannon), Yasmine Bleeth (Caroline Holden), David Charvet (Matt Brody), Pamela Anderson (Casey Joan "CJ" Parker), Gregory Alan Williams (Garner Ellerbee), Alexandra Paul (Stephanie Holden), Jaason Simmons (Logan Fowler), Rebecca Carlton (Tracy Dodsworth), Anne Jeffreys (Irene Buchannon), Robert Colbert (Cliff Odom), Shane Fraser (Gator Dodsworth), Annette McCarthy (Kathleen Huntington), Gregory Barnett (Jim Barnett), Danielle Raciti (Lisa), Patrick Andersen (Starter della gara), Janette Andrade (studente), Chris Fiore (Brad)

### Trama
Poiché il suo visto sta per scadere a breve, Logan cerca in ogni modo di ottenere la Green Card per poter restare negli Stati Uniti. Decide così di sposarsi con la ricca Kathleen Huntington con la quale ha una relazione da un po' di tempo. Tuttavia Logan vuole recuperare il rapporto con Caroline, così decide di partecipare alla corsa in motoscafo "Rubber Ducky" in coppia con un altro australiano, Gator Dodswrth, e vincere il premio, che gli permetterà di acquistare una Green Card. Nel frattempo Mitch presenta Tracy alla madre Irene. Irene è ancora depressa per la perdita del marito avvenuta due anni prima e da allora non ha avuto più relazioni sociali. Il giorno dopo Irene incontra Cliff Odom, un ex cavaliere rosso, di cui si sente attratta. 

## Ritorno a casa
- Titolo originale: Homecoming
- Diretto da: Gus Trikonis
- Scritto da: Steven Barnes
- Interpreti: David Hasselhoff (Mitch Buchannon), Jeremy Jackson (Hobie Buchannon), Yasmine Bleeth (Caroline Holden), David Charvet (Matt Brody), Pamela Anderson (Casey Joan "CJ" Parker), Gregory Alan Williams (Garner Ellerbee), Alexandra Paul (Stephanie Holden), Jaason Simmons (Logan Fowler), Blake Gibbons (Riley Ferguson), Keri Jo Chapman (Coral Whitman), Gretchen Palmer (Katherine Fleming), Michael Newman (Michael Newman), Angela Campbell (Roxy), Jon Valenti (John), Janette Andrade (compagna di classe di Hobie), Chris Fiore (Brad)

### Trama
Dopo due mesi in barca per il Pacifico meridionale, Riley e Stephanie decidono di fermarsi un giorno alle Channel Islands prima di far ritorno a Baywatch. Qui incontrano Coral Whitman, un'ecologista che sta lottando contro le piattaforme petrolifere. Coral in realtà è un'ambientalista che, per la sua causa, non disdegna gli atti terroristici, così piazza una bomba nella barca di Riley. La barca, con Stephanie legata e presa in ostaggio, deve imbattersi nella piattaforma. Nel frattempo Garner si infatua di una giovane guardaspiaggia afroamericana di nome Katherine Fleming, Mitch mette il zampino per far sbocciare l'amore.

## Se il tempo si fermasse
- Titolo originale: Seize the Day
- Diretto da: Douglas Schwartz
- Scritto da: Deborah Schwartz
- Interpreti: David Hasselhoff (Mitch Buchannon), Jeremy Jackson (Hobie Buchannon), Yasmine Bleeth (Caroline Holden), David Charvet (Matt Brody), Pamela Anderson (Casey Joan "CJ" Parker), Gregory Alan Williams (Garner Ellerbee), Alexandra Paul (Stephanie Holden), Jaason Simmons (Logan Fowler), Rebecca Carlton (Tracy Dodsworth), Jomarie Ward (Regina), Don Gettinger (medico), Ledge Musselman (Ledge), Chris Fiore (Brad), Felicio Peluso (ragazza sulla spiaggia), Ron Sterk (Ron)

### Trama
Mitch continua la sua storia d'amore con Tracy, tanto da proporle di sposarsi. La donna però rifiuta perché è malata terminale di cancro ed ha solo due mesi di vita. Quindi Mitch chiede un periodo di aspettativa da guardaspiaggia ed è determinato a passare insieme il tempo con Tracy. Logan e Caroline devono affrontare un problema: due giovani di buona famiglia si divertono a terrorizzare i surfisti con i loro acquascooter.

## L'affetto degli amici
- Titolo originale: A Little Help
- Diretto da: Michael Berk
- Scritto da: Susan Hamilton Brin e Michele Rogers Berk
- Interpreti: David Hasselhoff (Mitch Buchannon), Jeremy Jackson (Hobie Buchannon), Yasmine Bleeth (Caroline Holden), David Charvet (Matt Brody), Pamela Anderson (Casey Joan "CJ" Parker), Gregory Alan Williams (Garner Ellerbee), Alexandra Paul (Stephanie Holden), Jaason Simmons (Logan Fowler), Jeffery Thomas Johnson (Ron "Bad Boy" Purcell), Jill Pierce (Callie Phillips), Jospeh Malone (Angelo), Nancy Hammond (Tina), Michael Newman (Michael Newman), Chris Fiore (Brad)

### Trama
Mitch è ancora malinconico per la morte di Tracy Dodsworth, avvenuta sei settimane prima. Hobie decide così di chiamare un'emittente radiofonica per raccontare la storia del padre. I giorni seguenti arrivano molte lettere di consolazione. Una in particolare cattura l'attenzione di Hobie, quella inviata da Callie Phillips, una giovane artista di San Diego. Hobie, con la complicità di Stephanie, organizza un appuntamento al buio presso la ruota panoramica di Santa Monica. Nel frattempo Caroline riesce a salvare Ron "Bad Boys" Purcell, un ex atleta malato di AIDS senza prendere alcuna precauzione. CJ si sta allenando per una gara di danza sportiva che si terrà al molo di Malibù.

## La festa del papà
- Titolo originale: Father's Day
- Diretto da: Gregory Bonann
- Scritto da: Michael Berk e Tranquil Lisa Collins
- Interpreti: David Hasselhoff (Mitch Buchannon), Jeremy Jackson (Hobie Buchannon), Yasmine Bleeth (Caroline Holden), David Charvet (Matt Brody), Pamela Anderson (Casey Joan "CJ" Parker), Gregory Alan Williams (Garner Ellerbee), Alexandra Paul (Stephanie Holden), Jaason Simmons (Logan Fowler), Anne Jeffreys (Irene Buchannon), Steven Hartman (Mark), Phillip Van Dyke (Brent), Mark Phelan (Phil), Stephen Gregory Foster (Jason Fowler), Michael Newman (Michael Newman), Christopher Newman (Logan da bambino), Michael Berk (ipnotizzatore), Julie Michaels (una donna), Ledge Musselman (Ledge)

### Trama
Nel giorno della festa del papà Mitch riceve un regalo dalla madre Irene. Era in origine un regalo che doveva fargli il padre ben sette anni prima nel 1988. Mitch aveva un rapporto tormentato con il padre, questi voleva che il figlio facesse l'architetto come lui e non il guardaspiaggia, e quindi esita di aprirlo. Durante il salvataggio di una barca che ha preso fuoco, Logan resta come impietrito. Caroline consiglia a Logan di recarsi da un ipnotista per capire il suo blocco mentale. Da bambino Logan aveva visto morire il padre Jason proprio durante il salvataggio di una barca che stava andando a fuoco. Per superare il trauma, Logan si rende conto che il padre era un eroe. Nel frattempo Matt riesce a riconciliarsi con i genitori e fa gli auguri al padre Aaron.

## Occhio per occhio
- Titolo originale: Fire with Fire
- Diretto da: Michael Preece
- Scritto da: David Braff
- Interpreti: David Hasselhoff (Mitch Buchannon), Jeremy Jackson (Hobie Buchannon), Yasmine Bleeth (Caroline Holden), David Charvet (Matt Brody), Pamela Anderson (Casey Joan "CJ" Parker), Gregory Alan Williams (Garner Ellerbee), Alexandra Paul (Stephanie Holden), Jaason Simmons (Logan Fowler), Tim Wrightman (Andy Jamison), Rodney Rwoland (Bud), Garrett Warren (Donnie), Michael Newman (Michael Newman), Elaine Wood (Beth), Chris Fiore (Brad), Ledge Musselman (Ledge), Ron Sterk (Ron)

### Trama
Andy Jamison, un ex guardaspiaggia ora diventato sceriffo, ritorna a Baywatch e per alcuni giorni torna a fare il suo vecchio lavoro. Mitch, sebbene sia contento di aver ritrovato un vecchio amico, disapprova i modi brutali con cui Andy gestisce due vagabondi che infastidiscono i bagnanti sulla spiaggia. Nel frattempo Logan annuncia a Caroline di aver annullato il matrimonio con Kathleen. Ora Logan rischia di essere obbligato a tornare in Australia, perciò chiede aiuto a Stephanie. 

## Grossi guai
- Titolo originale: Deep Trouble
- Diretto da: Gus Trikonis
- Scritto da: John Allen Nelson e Max Strom
- Interpreti: David Hasselhoff (Mitch Buchannon), Jeremy Jackson (Hobie Buchannon), Yasmine Bleeth (Caroline Holden), David Charvet (Matt Brody), Pamela Anderson (Casey Joan "CJ" Parker), Gregory Alan Williams (Garner Ellerbee), Alexandra Paul (Stephanie Holden), Jaason Simmons (Logan Fowler), John Allen Nelson (John D. Cort), Pamela Bach (Kaye Morgan), Jon Paul Nicoll ((Nicholas Campbell), Debbe Dunning (Anna Campbell), Shawn David Thompson (Jamie Campbell), Joyce Brothers (medico), Mike Piazza (Mike Piazza), Richard Lynch (Diederick), Anita Hart (una ragazza), Michael Russo (proprietario del negozio), Brian Keith Allen (contrabbandiere), Carlo Corazon (podista sulla spiaggia)

### Trama
Matt e CJ trovano sotto una torretta un senzatetto. Si tratta di Cort, ormai diventato quasi cieco. CJ inizia a prendere a cuore la situazione disperata di Cort, però suscitando la gelosia di Matt. Mitch e Hobie ritrovano sulla spiaggia Kaye Morgan, accompagnata da Nicholas Campbell un ragazzino di dieci anni. Nicholas è malato di leucemia è può morire entro pochi giorni, l'unica speranza è il trapianto di midollo osseo. Il donatore potenziale è il fratello maggiore Jamie, un archeologo subacqueo, che da alcuni giorni sembra scomparso nel nulla. Mitch e Cort cercano di rintracciare Jamie e scoprono che è stato preso in ostaggio insieme alla moglie da un narcotrafficante che vuole recuperare la droga in fondo all'oceano. Nel frattempo CJ incontra sulla spiaggia Mike PIazza, noto giocatore di baseball dei Los Angeles Dodgers.

## La terra promessa
- Titolo originale: Promised Land
- Diretto da: Paul Cajero
- Scritto da: David Braff
- Interpreti: David Hasselhoff (Mitch Buchannon), Jeremy Jackson (Hobie Buchannon), Yasmine Bleeth (Caroline Holden), David Charvet (Matt Brody), Pamela Anderson (Casey Joan "CJ" Parker), Gregory Alan Williams (Garner Ellerbee), Alexandra Paul (Stephanie Holden), Jaason Simmons (Logan Fowler), Heidi Mark (ragazza in topless), lucy Lin (Lin-Wa Chou), Rick Casoria (istruttore del paracadute motorizzato), Jeanette Driver (Jeannette), Yau-Gene Chan (teppista cinese), Eugenia Yuan (Sun Yi), Bob Ryan (Bob), Gregory Barnett (Jim Barnett), Michael Newman (Michael Newman), Brandon Rudley (Lyle), Richard Lee Jackson (Curtis), Chris Fiore (Brad)

### Trama
Mitch, Caroline e Barnett riescono a portare in salvo una giovane donna cinese che si trovava al largo della costa sopra un gommone. Portata al quartiere generale di Baywatch intuiscono subito che la donna è un'immigrata illegale. Faticosamente la donna riesce a farsi capire, è incinta del secondo figlio ed è alla ricerca della sorella già residente negli USA. Ha dovuto scappare dalla Repubblica Popolare perché non vuole essere obbligata dal governo ad abortire. Ormai coinvolto nella faccenda, Mitch parte alla ricerca della sorella. Nel frattempo in spiaggia una giovane donna si mette a fare la doccia in topless, attirando l'attenzione di molta gente. Questo spettacolo distrae i bagnanti, così un complice della donna riesce a derubarli. Dopo essere stato derubato, Matt, insieme a Garner e Hobie, è determinato a catturare la coppia. 

## I fuggiaschi
- Titolo originale: The Runaways
- Diretto da: Lewis Stout
- Scritto da: David Braff
- Interpreti: David Hasselhoff (Mitch Buchannon), Jeremy Jackson (Hobie Buchannon), Yasmine Bleeth (Caroline Holden), David Charvet (Matt Brody), Pamela Anderson (Casey Joan "CJ" Parker), Gregory Alan Williams (Garner Ellerbee), Alexandra Paul (Stephanie Holden), Jaason Simmons (Logan Fowler), Pamela Bach (Kaye Morgan), Jayne Leigh Collins (Molly), Richard Branson (Richard Branson), Neil Dickson (Robert), Amy Wheaton (Kit Evans), Little Richard (Maurice), Sharyn Elman (Annette Russell), Gladys Knight (Gladys Knight), Chris Fiore (Brad), Ledge Mussleman (Ledge)

### Trama
Kaye Morgan assume una nuova cameriera nel suo chiosco, Molly, una giovane inglese che sogna di fare la cantante. Nel frattempo il miliardario Richard Branson ambisce a un nuovo record mondiale, quello di sciare sull'acqua legato a un dirigibile. I guardaspiaggia sono tenuti a vigilare che tutto vada per il verso giusto.

## Gioventù bagnata
- Titolo originale: Wet and Wild
- Diretto da: Paul Lazarus
- Scritto da: Kimmer Ringwald
- Interpreti: David Hasselhoff (Mitch Buchannon), Jeremy Jackson (Hobie Buchannon), Yasmine Bleeth (Caroline Holden), David Charvet (Matt Brody), Pamela Anderson (Casey Joan "CJ" Parker), Gregory Alan Williams (Garner Ellerbee), Alexandra Paul (Stephanie Holden), Jaason Simmons (Logan Fowler), Heather Campbell (Neely Capshaw), Ellis Edwards (John Danger), Corey Schwartz (Connor), Joshua Berk (JB), Gary Craig (speaker), Gregory Barnett (Jim Barnett), Chris Fiore (Brad), Ledge Musselman (Ledge)

### Trama
Hobie e i suoi amici JB e Connor sono affascinati dalle esibizioni in motocicletta dell'acrobata Johnny Danger. Danger in realtà un'anima nera poiché incoraggia i ragazzini a bere alcol. Nel frattempo a Baywatch arriva una nuova guardaspiaggia, si chiama Neely Capshaw. Matt è chiamato ad introdurla nel nuovo ambiente. Neely, una giovane donna molto attraente, inizia a fare delle avances a Matt. Questi però si rifiuta. Dopo un salvataggio, Matt si accorge che Neely ha bevuto in servizio e lo riferisce a Mitch. Dopo che Mitch sospende Neely, la donna accusa Matt di essere stata sessualmente molestata. Neely, che ha una relazione con John Danger, vuole denunciare Matt. Con uno stratagemma, CJ riesce a svelare la verità.